# In Our Wake
In Our Wake es el séptimo álbum de estudio de la banda estadounidense de metalcore Atreyu. Fue lanzado el 12 de octubre de 2018 a través de Spinefarm Records y fue producido por John Feldmann. Es el último álbum que presenta al vocalista y miembro fundador Alex Varkatzas antes de su salida de la banda en septiembre de 2020.

## Lista de canciones
Todas las canciones escritas y compuestas por Atreyu y John Feldmann, excepto algunas notas. 
| N.º | Título                                                                            | Duración |  |
| 1.  | «In Our Wake»                                                                     | 3:13     |  |
| 2.  | «House of Gold»                                                                   | 3:58     |  |
| 3.  | «The Time Is Now»                                                                 | 3:19     |  |
| 4.  | «Nothing Will Ever Change»                                                        | 3:55     |  |
| 5.  | «Blind, Deaf, and Dumb»                                                           | 3:08     |  |
| 6.  | «Terrified»                                                                       | 4:09     |  |
| 7.  | «Safety Pin»                                                                      | 3:09     |  |
| 8.  | «Into the Open»                                                                   | 3:58     |  |
| 9.  | «Paper Castle»                                                                    | 3:01     |  |
| 10. | «No Control»                                                                      | 3:38     |  |
| 11. | «Anger Left Behind»                                                               | 3:23     |  |
| 12. | «Super Hero» (con Aaron Gillespie de Underoath y M. Shadows de Avenged Sevenfold) | 6:25     |  |

| Tarjeta de edición |                    |          |  |
| N.º                | Título             | Duración |  |
| 13.                | «Generation»       | 2:28     |  |
| 14.                | «Straight to Hell» | 3:52     |  |

| Edición de lujo |                               |          |  |
| N.º             | Título                        | Duración |  |
| 13.             | «In Our Wake» (acústico)      | 3:50     |  |
| 14.             | «The Time Is Now» (alternate) | 3:36     |  |
| 15.             | «Generation»                  | 2:26     |  |
| 16.             | «Straight to Hell»            | 3:50     |  |
| 17.             | «So Others May Live»          | 4:20     |  |
| 18.             | «Stronger Than Me»            | 3:13     |  |
| 19.             | «When the Day Is Done»        | 4:23     |  |

## Posicionamiento en lista
| Lista (2018)                          | Posición |
| ------------------------------------- | -------- |
| Australian Digital Albums (ARIA)      | 18       |
| Canadá (Billboard Canadian Albums)    | 91       |
| Estados Unidos (Billboard 200)        | 72       |
| Estados Unidos (Top Hard Rock Albums) | 2        |
| Estados Unidos (Top Rock Albums)      | 9        |

## Personal
Atreyu
- Alex Varkatzas - voz
- Dan Jacobs - guitarra solista
- Travis Miguel - guitarra rítmica
- Marc "Porter" McKnight - voz y bajo sucios
- Brandon Saller - batería, percusión

Voces adicionales
- Aaron Gillespie de Underoath – Voz adicional en "Super Hero"
- M. Shadows de Avenged Sevenfold – Voz adicional en "Super Hero"